# Горња Брњица
Горња Брњица (алб. Bërnicë e Epërme) је насељено место у граду Приштини, на Косову и Метохији. Према попису из 2024. у насељу је живело 2.170 становника.

## Становништво
Према попису из 2011. године, Горња Брњица има следећи етнички састав становништва:
| Националност        | 2011.          |
| Албанци             | 1.580 (99,06%) |
| Срби                | 11 (0,69%)     |
| остали и недоступно | 4 (0,25%)      |
| Укупно              | 1.595          |

| Демографија | Демографија | Демографија |
| Година      | Становника  | Становника  |
| ----------- | ----------- | ----------- |
| 1948.       | 553         |             |
| 1953.       | 614         |             |
| 1961.       | 700         |             |
| 1971.       | 872         |             |
| 1981.       | 1.067       |             |
| 1991.       | 1.118       |             |
| 2011.       | 1.595       |             |